# Grand pont de Nankin sur le Yangtsé
Le grand pont de Nankin sur le Yangtsé (chinois : 南京长江大桥 ; pinyin : Nánjīng Chángjiāng Dàqiáo) est un pont en treillis à deux niveaux sur la rivière Yangtsé entre Pukou et Xiaguan dans la ville de Nankin, en Chine. Il permet la traversée de la rivière Yangtsé à la route nationale 104 au niveau supérieur et à la ligne de chemin de fer Pékin-Shanghai au niveau inférieur.
La construction du pont s'étale de 1960 à 1968 et est marquée par la rupture sino-soviétique : l'URSS interrompt soudainement son assistance technique, matérielle et humaine. La Chine achève la construction de l'ouvrage sans aide étrangère : la livraison du pont constitue un succès technique pour le régime de Mao Zedong.

## Histoire
La construction du grand pont de Nankin commence en 1960 et s'inscrit dans le cadre de la coopération scientifique et technique entre l'URSS et la république populaire de Chine, qui a alors permis la construction du pont de Wuhan. Le projet de pont est de conception soviétique. Cependant, la rupture sino-soviétique, qui intervient au début des travaux, porte un coup d'arrêt au projet puisque l'URSS suspend son aide et l'envoi de matériel. En particulier, la fourniture d'acier soviétique est interrompue, ce qui paralyse la construction, la Chine ne disposant pas alors des moyens industriels nécessaires à la production des nuances d'acier choisies pour l'ouvrage.
L'édification du pont s'achève en 1968, pendant la révolution culturelle. Plusieurs auteurs relèvent que l'ouvrage représente une réussite technique qui est source de fierté et de gloire pour le régime chinois. Ainsi, le géographe Franck Scherrer considère que la construction est un « héroïque geste maoïste. » Le député Alain Peyrefitte écrit quant à lui dans la Revue des Deux Mondes, en 1971, après un voyage officiel en Chine : « Nankin, où la construction du grand pont sur le Yang-tsé-kiang a pris la dimension épique d'un défi lancé à la Russie, aux étrangers et au destin. »

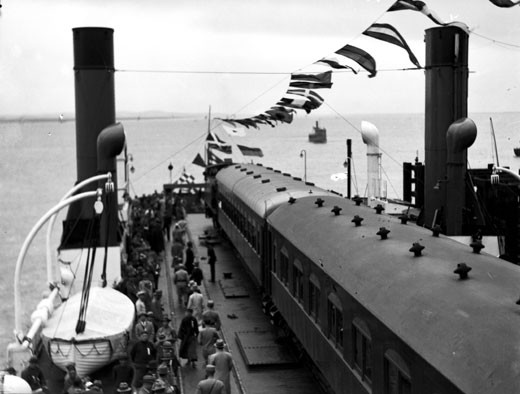
Train transbordé par le ferry antérieur à la construction du grand pont de Nankin, dans les années 1930.
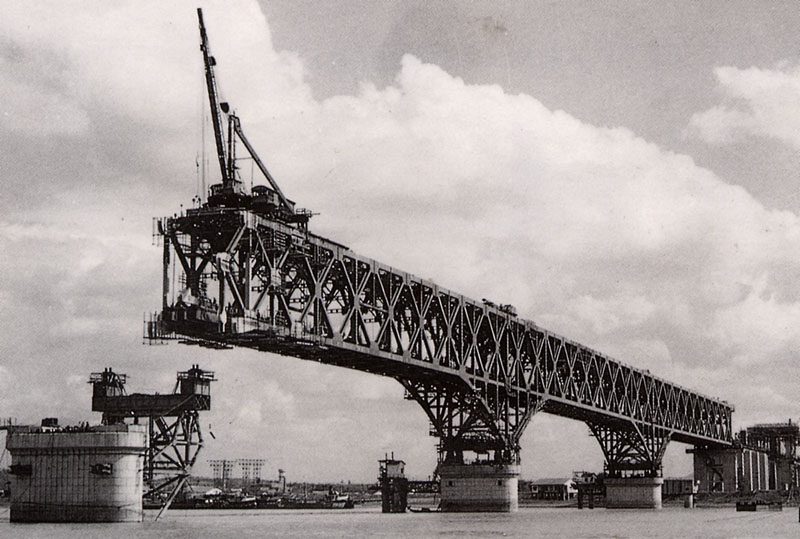
Le grand pont de Nankin lors de la construction du treillis métallique.

## Caractéristiques

### Situation
L'ouvrage traverse le Yangtsé à 345 km en amont de son embouchure, sur un site où le fleuve est très large et le débit particulièrement important.

### Pont principal
Le grand pont de Nankin est à deux étages. Le niveau inférieur accueille deux voies ferrées, pour une longueur de 6 772 m et une largeur de 14 m. Le niveau supérieur comporte quatre voies de circulation routière, pour une longueur de 4 589 m et une largeur de 19 m.
La section de l'ouvrage passant au-dessus du fleuve a une longueur de 1 576 m et est constituée d'un treillis en acier, divisé en dix travées (neuf de 160 m de longueur et une de 128 m). La poutre triangulée repose donc sur neuf piles en plus de ses deux culées, lesquelles sont ornementées de statues.

### Viaducs d'accès
Le viaduc d'accès du niveau ferroviaire est construit en alignement avec le pont, tandis que celui du niveau routier aborde l'ouvrage à la fin d'une courbe de grand rayon. À la sortie du pont métallique sur les deux rives du fleuve, les viaducs d'accès sont d'abord à poutres droites de béton armé, puis deviennent des ponts en arc de 22 arches, également en béton armé.